# Kenner Gutiérrez
Kenner Gutiérrez, né le 9 juin 1989, est un footballeur international costaricien. Il évolue au poste de défenseur au ADM Grecia FC.

## Biographie

### En club
Il participe à plusieurs reprises à la Ligue des champions de la CONCACAF. Il atteint les demi-finales de cette compétition en 2014 et 2015 avec le club du LD Alajuelense.

### En équipe nationale
Il participe avec l'équipe du Costa Rica à la Gold Cup 2017. Le Costa Rica s'incline en demi-finale face aux États-Unis.
Le 15 juin 2018, il est appelé à participer à la Coupe du monde 2018 en raison du forfait de son compatriote Rónald Matarrita.

## Palmarès
Alajuelense
- Championnat du Costa Rica (4) :
  - Champion : 2010 (Ouverture), 2011 (Clôture), 2011 (Ouverture) et 2012 (Ouverture).